# Tratado de 1856 entre Argentina y Chile
El Tratado de Paz, Amistad, Comercio y Navegación entre la República de Chile y la Confederación Argentina fue el primer tratado limítrofe entre Argentina y Chile, firmado el 30 de agosto de 1855 y ratificado el 30 de abril de 1856, fecha en la que entra en vigor.

Disputa de la Patagonia Oriental, Tierra del Fuego y el estrecho de Magallanes entre Argentina y Chile durante el, ambos países manifestaron sus diferencias sobre cuál eran los territorios heredados bajo el principio de uti possidetis iuris.

Establece que la frontera entre ambos países tendrían que basarse en el principio uti possidetis relativo a lo que cada estado poseía en 1810 y posponía la resolución de la disputa de la Patagonia Oriental, Tierra del Fuego y el estrecho de Magallanes para el futuro, siendo esta misma disputa la que origina la firma del tratado. En su artículo 39.º, el tratado proponía los mecanismos de la negociación diplomática directa y del arbitraje para solucionar las diferencias en las tierras australes. Posteriormente, este tratado quedó invalidado por el tratado de 1881 entre ambos países, salvo el mecanismo de solución de controversias, que fue heredado por el nuevo tratado.
Según Richard O. Perry, el tratado de 1856 fue interpretado por el gobierno chileno como la renuncia al límite de la Constitución de 1833 en favor de lo que Miguel Luis Amunátegui y Carlos Morla Vicuña consideraban como el límite uti possidetis iuris  en base a su interpretación de documentos hispánicos.

## Antecedentes

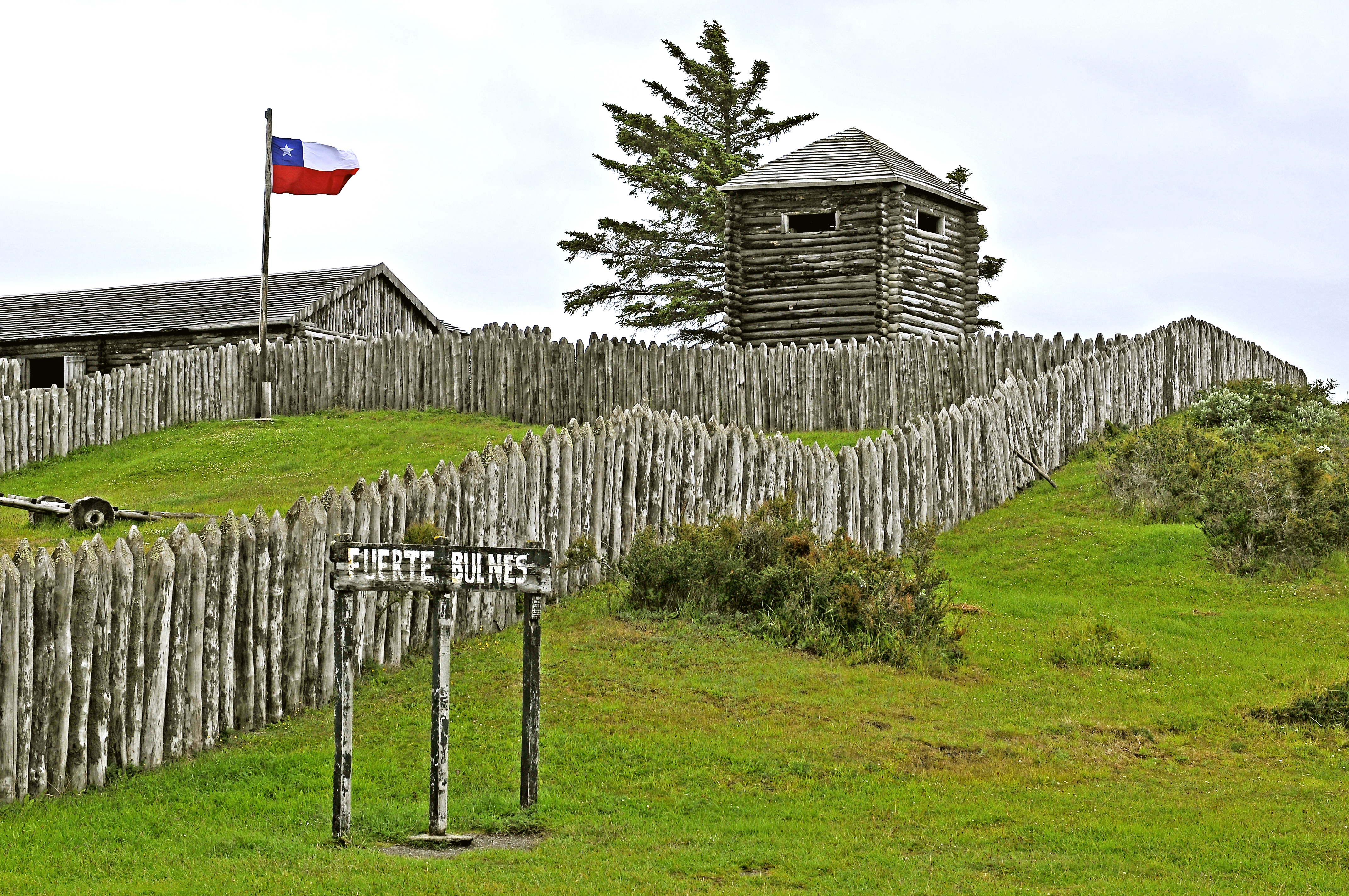
Chile funda el fuerte Bulnes en costa de la península de Brunswick en 1843 con el objetivo de tomar poseción del estrecho de Magallanes y el territorio circundante, Argentina reclama diplomáticamente por aquello.

El gobierno del presidente Manuel Bulnes envió a la goleta Ancud para tomase posesión del estrecho de Magallanes al nombre de Chile. El intendente de Chiloé Domingo Espiñeira organizó y dirigió las operaciones que fueron ejecutadas por el capitán de fragata John Williams Wilson, quien finalmente realizó la toma de posesión del estrecho de Magallanes el 21 de septiembre de 1843 en el histórico paraje de Puerto del Hambre, fundando Fuerte Bulnes.
Entre 1852 y 1855 ambos países sostuvieron un debate histórico-geográfico de gran minuciosidad, acumulando un importante acervo documental destinado a probar sus respectivas reclamaciones.
El ministro chileno, Antonio Varas, al conocer los estudios históricos publicados por Miguel Luis Amunátegui en 1853, los consideró como una revelación, a pesar de que estos estudios reclamaban como el límite uti possidetis iuris el mismo del mapa de Juan de la Cruz Cano y Olmedilla de 1775 (excluyendo la región de Cuyo transferida a los dominios bonaerenses por el rey de España en 1776), el gobierno chileno pretendía ejercer soberanía hasta el río Negro. El gobierno argentino al conocer el libro de Amunátegui, encargó a Dalmacio Vélez Sarsfield en 1855 una respuesta, la cual, a su vez fue respondida por Amunátegui posteriormente. Al año siguiente de estas disputas académicas, relacionadas con los gobiernos de ambos países, se firma el tratado.